# Laguna aeróbica

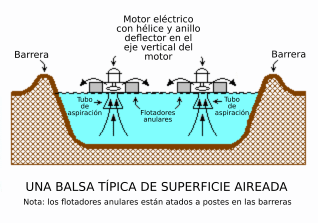
Esquema de laguna aerobia con aireación mecánica mediante aireadores rotatorios flotantes

En el tratamiento de las aguas residuales, se llaman lagunas aeróbicas o lagunas de oxidación, a aquellas en la que la estabilización de la materia orgánica presente en el agua se lleva a cabo mediante el empleo del oxígeno molecular disuelto como aceptador de electrones. El aporte de oxígeno necesario en la estabilización se produce por la acción fotosintética de las algas que conviven simbióticamente en el estanque con las bacterias y microorganismos que degradan la materia orgánica.  Este proceso aeróbico se conoce también como respiración aeróbica. En la forma simplificada el proceso se puede explicar mediante la reacción bioquímica: 
{\displaystyle {\ce {MateriaOrganica + O2 ->[{Bacterias-aerobias}][{Algas; microorganismos}] H2O + CO2 + Biomasa}}}
La oxidación biológica aeróbica es la conversión bacteriana de los elementos presentes en la materia orgánica en moléculas inorgánicas sencillas y en mayor estado de oxidación, en un proceso conocido también como mineralización.

## Procedimientos
La mineralización o descomposición microbiológica del material orgánico de las aguas residuales en productos finales inorgánicos como dióxido de carbono, agua, nitrógeno amoniacal o nitratos, ortofosfatos y sulfuros es característica de la oxidación aeróbica de carbohidratos y lípidos; sin embargo, no se aplica a muchos compuestos aromáticos que tienen masa molecular alta, estado de oxidación alto y son estables bioquímicamente, como la lignina, materia húmica y muchos hidrocarburos aromáticos clorados.
Estos procesos de estabilización de la materia orgánica residual mediante conversión a moléculas inorgánicas sencillas puede llevarse a cabo en lagunas o estanques aerobios fotosintéticos, en los que el oxígeno es suministrado exclusivamente mediante fotosíntesis de las algas o por contacto superficial con el oxígeno presente en el aire o, también, mediante aireación mecánica mediante rotores en la superficie o inyectores de aire desde el fondo (lagunas aireadas). Para el primer tipo de laguna aerobia, la profundidad debe ser tal que no se alcancen a producir regiones sin oxígeno, sobre todo teniendo presente que la turbiedad impide el paso de la luz solar, por lo que rara vez alcanzan el metro de profundidad. Además, deben tener una superficie muy amplia para optimizar los procesos de fotosíntesis y maximizar la cantidad de luz que llegan a las algas fotosintetizadoras. El volumen total debe ser tal que permitan tiempos de retención del agua a tratar de 10 a 40 días. En el caso de las lagunas aerobias mediante aireación mecánica, estas suelen ser de mayor profundidad y ocupan una superficie menor, ya que los sistemas de aireación garantizan la homogeneidad del agua, así como el aporte de oxígeno necesario para las bacterias, por lo que la presencia de algas fotosintetizadoras tiene una importancia menor. 

### Esquema de reacciones
El oxígeno liberado por las algas mediante el proceso de fotosíntesis o el disuelto en el agua mediante la aireación mecánica es utilizado por las bacterias en la degradación aerobia de la materia orgánica.  En el caso del segundo tipo de laguna, las aireadas, la intervención de las algas tiene una importancia secundaria, ya que la principal aportación de oxígeno al agua procede mayoritariamente de los medios mecánicos.  En cualquier caso, la conversión  de la materia orgánica a su forma inorgánica mediante la oxidación aeróbica, se puede representar, de forma conjunta o global, mediante el esquema:
{\displaystyle {\ce {Residuos + Oxigeno ->[{bacterias}] ResiduoOxidado + NuevasBacterias}}}
También se puede representar, de forma individualizada para cada elemento presente en la materia orgánica, mediante las siguientes reacciones químicas o bioquímicas, en las que el producto de la reacción es una molécula o un ion inorgánico:
{\displaystyle {\ce {C(org) + O2 ->[{microorganismos}] CO2}}}
{\displaystyle {\ce {4H(org) + O2 ->[{microorganismos}] H2O}}}
{\displaystyle {\ce {2N(org) + 3O2 ->[{microorganismos}] 2NO3-}}}
{\displaystyle {\ce {S(org) + 2O2 ->[{microorganismos}] SO4^2-}}}
{\displaystyle {\ce {P(org) + 2O2 ->[{microorganismos}] PO4^3-}}}
Las tres reacciones esenciales del proceso: catabolismo, anabolismo y autólisis, ocurren simultáneamente y pueden describirse así:
- Catabolismo (oxidación o descomposición):

{\displaystyle {\ce {CHONS(mat. organica) + O2 ->[bacterias] CO2 + NH3 + H2O + Otros + Energ.}}}
- Anabolismo (síntesis o asimilación):

{\displaystyle {\ce {CHONS(mat. organica) + O2 + Energ. ->[bacterias] C5H7NO2(N. bacterias)}}}
- Autólisis (respiración endógena o autooxidación):

{\displaystyle {\ce {C5H7NO2 + 5O2 ->[bacterias] 5CO2 + NH3 + 2H2O + Energ.}}}
La fórmula C5H7NO2 representa la composición promedio de la celular bacteriana sugerida por Hoover y Porges en 1952, ampliamente citada en la literatura.

## Consideraciones ambientales
El grupo específico de algas , microorganismos o especies bacterianas presentes en el estanque aerobio viene determinado por diversos factores tales como la carga orgánica, niveles de oxigenación y luz, así como del pH y de la temperatura. En todo proceso biológico, los organismos se desarrollarán apropiadamente si se les provee, básicamente, lo siguiente:
- Nutrientes suficientes
- Ausencia de compuestos tóxicos
- Condiciones ambientales apropiadas.

En general las bacterias requieren, principalmente, carbono, nitrógeno, hidrógeno y oxígeno; en menor proporción, fósforo, azufre, potasio, calcio, hierro y magnesio, y como suplemento nutricional cantidades mínimas de zinc y molibdeno. Comúnmente, las aguas residuales domésticas contienen los nutrientes requeridos para el crecimiento bacteriano, pero algunos residuos industriales puede que no. En general se considera una relación apropiada de DBO/N/P de 100/5/1.
Muchas aguas residuales industriales contienen compuestos difíciles o imposibles de descomponer microbiológicamente, en estos casos es necesario utilizar procesos físico-químicos para removerlos. Algunos materiales como la lignina solo pueden ser descompuestos por bacterias especializadas y son resistentes a la utilización biológica. La celulosa se compone de unidades de glucosa, unidas por lo que se conoce como el enlace beta, el cual requiere para su hidrólisis la producción de la enzima celulosa. Solamente un número limitado de bacterias son capaces de producir la enzima celulosa. La tolerancia del crecimiento biológico bacteriano y demás microorganismos a los compuestos tóxicos, como los metales pesados, es variable, según la biomasa, el tipo de proceso, el grado de aclimatación, el tipo de residuo y otros factores.
La actividad metabólica depende de muchos factores ambientales, es decir, de las condiciones de vida. Dependiendo de la especie y tipo de organismo, los factores ambientales aceleran, retardan o inhiben su crecimiento. Para cada factor, por ejemplo: intensidad solar, temperatura, pH, contenido de sólidos disueltos; existen límites dentro de los cuales los organismos se desarrollan apropiadamente. La temperatura tiene un gran efecto sobre la eficacia del funcionamiento de los estanques aerobios, sobre todo en aquellos lugares o en aquellas épocas con temperaturas bajas, próximas al congelamiento, ya que la actividad metabólica de los organismos presentes se reducen considerablemente, pudiendo ocurrir que durante algún periodo, el estanque de estabilización funcione conforme a como lo hace una laguna anaerobia.
En el tratamiento biológico, las enzimas o catalizadores bioquímicos son necesarios para la descomposición. La acción de las enzimas es afectada por la temperatura y el pH. En general, la mayoría de las enzimas requieren pH entre 3.5 y 9.5. Sin embargo, algunas enzimas tienen un pH de acción efectivo relativamente estrecho.
La temperatura del agua residual a tratar afecta la tasa de actividad biológica, los requerimientos de oxígeno en el proceso aeróbico, la producción de lodos y el volumen requerido por el reactor biológico.
La temperatura máxima para la actividad biológica aeróbica eficiente es del orden de 38.oC; para el proceso anaeróbico, en general la temperatura óptima es de 32-38.oC. El efecto de la temperatura sobre la tasa de reacción de un proceso biológico se determina, generalmente por la ecuación clásica:
Rt = r20.Ro^{T-20}
Donde: 
Rt = Tasa de reacción a ToC
r20 = Tasa de reacción a 20.oC
Ro  =  Coeficiente de actividad a la temperatura
T = Temperatura en  oC
Valores típicos de Ro
Ro = 1.04 para procesos de lodo activado.
Ro = 1.08 para lagunas aireadas.
Ro = 1.035 para filtros percoladores
La mayoría de los sistemas biológicos aeróbicos operan favorablemente con pH entre 6.5 y 8.5, valores superiores o inferiores a dichos límites deterioran la eficiencia. Los procesos de nitrificación requieren suficiente alcalinidad para reaccionar con el ion hidrógeno producido.

## Ventajas y desventajas del sistema
| Ventajas                                              | Desventajas |
| Ausencia de olores                                    | Tasa alta de síntesis celular y por consiguiente alta producción de lodos.                                                   |
| Mineralización de todos los compuestos biodegradables | Requiere de energía eléctrica para oxigenación y mezcla.                                                                     |
| -                                                     | Gran proporción de células en los lodos que hace, en algunos casos, necesaria su digestión, antes de secarlos y disponerlos. |